# Боаз Мейлінк
Боаз Мейлінк (нід. Boaz Meylink, нар. 22 березня 1984, Девентер, Нідерланди) — нідерландський веслувальник, бронзовий призер Олімпійських ігор 2016 року.

## Виступи на Олімпіадах
| Олімпіада           | Дисципліна | Місце |
| ------------------- | ---------- | ----- |
| Лондон 2012         | четвірки   | 5     |
| Ріо-де-Жанейро 2016 | вісімки    | 3     |

## Зовнішні посилання
- Боаз Мейлінк — олімпійська статистика на сайті Sports-Reference.com (англ.) (архівна версія)
- Профіль [Архівовано 8 січня 2021 у Wayback Machine.] на сайті FISA.

1. ↑  Boaz Meylink